# Zhao Jin (Germanistin)

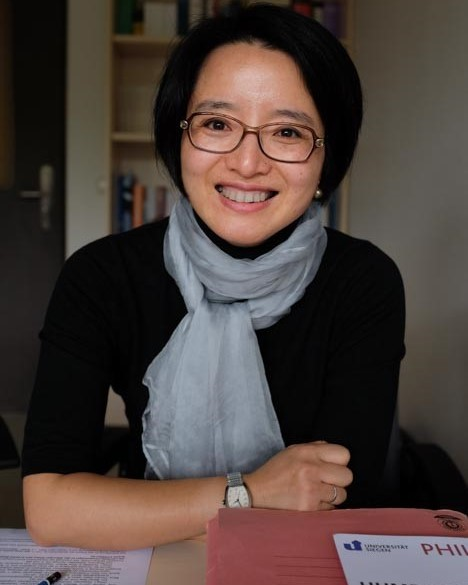
Zhao Jin

Zhao Jin (chinesisch 赵劲, Pinyin Zhào Jìn; * 22. November 1968 in Zhejiang, China) ist eine chinesische Germanistin und eine Vertreterin der kulturanalystischen Sprachwissenschaft.

## Leben

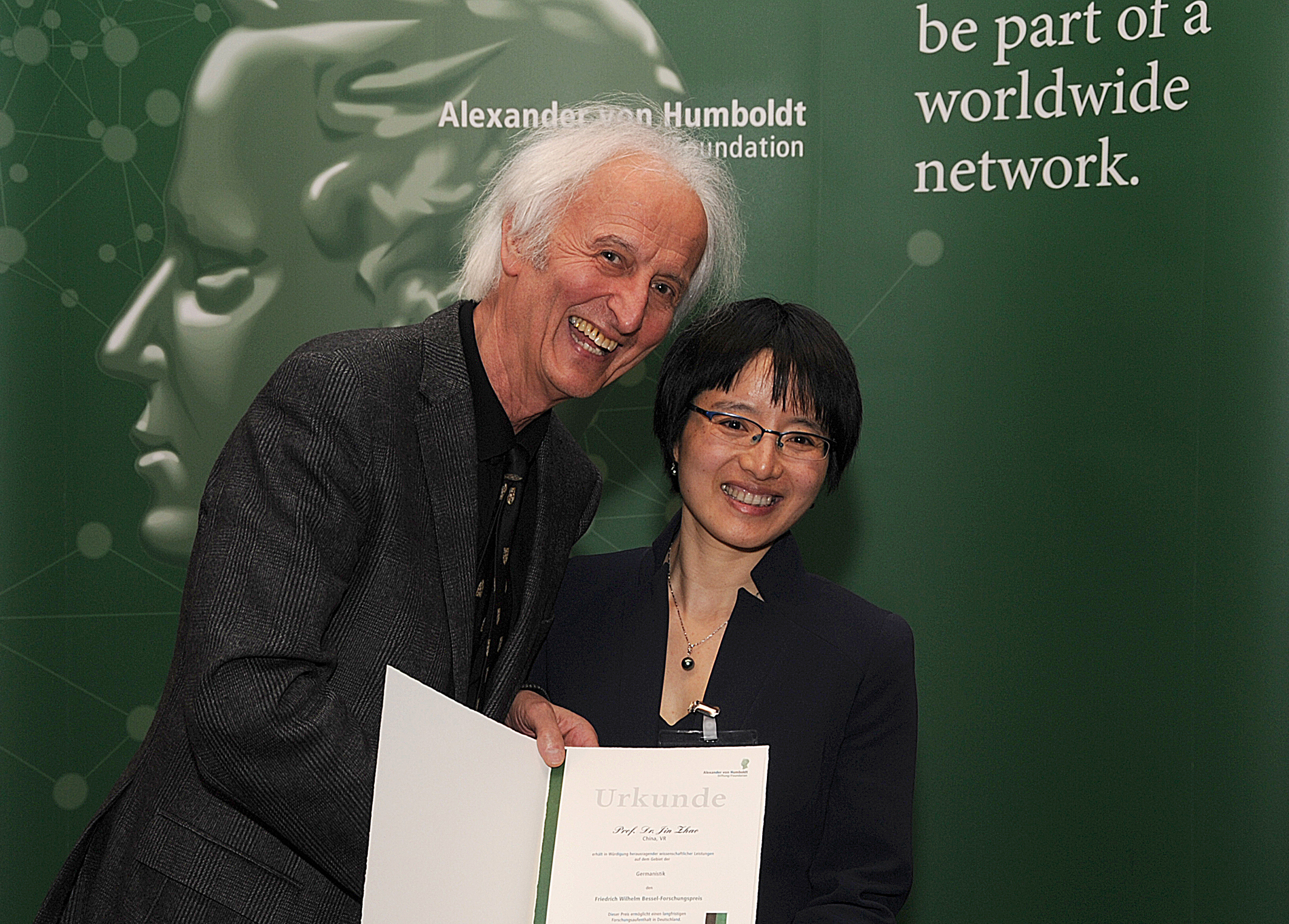
Verleihung des Friedrich Wilhelm Bessel-Forschungspreises der Humboldt-Stiftung

Zhao Jin  absolvierte 1991 ein Bachelor-Studium und 1997 ein Masterstudium an der Tongji-Universität. Sie erhielt anschließend ein DAAD-Stipendium und wurde 2002 an der Philipps-Universität Marburg promoviert.
Sie war Humboldt-Forschungsstipendiatin (2005–2006), Diesterweg-Forschungsstipendiatin des Forschungsinstituts für Geistes- und Sozialwissenschaften (FIGS) der Universität Siegen (2012) und Titelträgerin der „Zehn herausragenden Fremdsprachenphilologen in Shanghai“ (2014).
Seit 2008 ist sie ordentliche Professorin für germanistische Linguistik und seit 2013 Dekanin der Deutschen Fakultät der Tongji-Universität. Sie war Fellow beim Forschungskolleg Morphomata der Universität Köln (2017–2018) und ist seit 2019 bis 2020 Professorin der Technischen Universität Darmstadt.
Sie wurde 2011 mit dem Friedrich-Wilhelm-Bessel-Forschungspreis der Humboldt-Stiftung und 2013 mit dem Preis des chinesischen Bildungsministeriums ausgezeichnet.

## Forschungsschwerpunkte
Auf den Spezialgebieten Fachsprachenlinguistik, Textlinguistik, kontrastive Linguistik, kulturanalytische Sprachwissenschaft, interkulturelle Kommunikationsforschung Deutsch-Chinesisch, (Fachsprachen) Didaktik/Methodik für Deutsch als Fremdsprache und Sprachphilosophie verfasste sie zahlreiche Publikationen. Sie ist Mitherausgeberin der 13-bändigen Akten des XIII. Internationalen Germanistenkongresses Shanghai 2015 „Germanistik zwischen Tradition und Innovation“ und mehrerer anderer Tagungsbände, Mitherausgeberin der Reihe Deutsche Sprachwissenschaft international bei Peter Lang (ISSN 1862-653X).
Seit 2016 erforscht Zhao Jin die Sprachgedanken von Wilhelm von Humboldt und leitet das Projekt der Übersetzung von sprachphilosophischen und sprachwissenschaftlichen Schriften von Humboldt ins Chinesische.

## Funktionen und Mitgliedschaften (Auswahl)
- Vorsitzende der Zweigstelle der Gesellschaft für deutsche Sprache in Shanghai[5]
- Mitglied des Wissenschaftlichen Beirats des Vereins Deutsche Sprache (VDS)[6]
- Generalsekretärin der Internationalen Vereinigung für Germanistik (IVG) (2010–2015)[1]
- Ausschussmitglied der Internationalen Vereinigung für Germanistik (IVG) (seit 2015)[7]
- Leiterin der Deutschgruppe des Anleitungskomitees für Fremdsprachenunterricht des chinesischen Bildungsministeriums (seit 2018)[1]
- Mitglied im internationalen Beirat der Forschungsinitiative „Worlds of Controdiction“ der Universität Bremen (seit 2018)[8]

## Auszeichnungen
- 2011: Friedrich-Wilhelm-Bessel-Forschungspreis der Humboldt-Stiftung
- 2013: Forschungspreis des chinesischen Bildungsministeriums[1]

## Publikationen (Auswahl)

### Monografien
- Wirtschaftsdeutsch als Fremdsprache. Ein didaktisches Modell – dargestellt am Beispiel der chinesischen Germanistik-Studiengänge, (Dissertation) Narr Verlag, Tübingen, 2002, ISBN 978-3-8233-5364-5
- Interkulturalität von Textsortenkonventionen. Vergleich deutscher und chinesischer Kulturstile, Frank & Timme Verlag, Berlin, 2008, ISBN 978-3-86596-169-3
- Wissenschaftsdiskurse kontrastiv. Kulturalität als Textualitätsmerkmal im deutsch-chinesischen Vergleich, De Gruyter, 2018, ISBN 9783110587746

### Schriften
- Kontrastive Analyse Mandarin-Deutsch. In: Hans-Jürgen Krumm, Christian Fandrych, Britta Hufeisen, Claudia Riemer: Deutsch als Fremd- und Zweitsprache. Ein internationales Handbuch (= Handbücher zur Sprach- und Kommunikationswissenschaft), S. 627–634,  Mouton de Gruyter, Berlin/New York, 2010
- Das deutsche Chinabild in der Wirtschaft. Journalistische China-Artikel in gehobenen Printmedien. In: Klaus-Dieter Baumann (Hrsg.): Fach – Translat – Kultur. Interdisziplinäre Aspekte der vernetzten Vielfalt. (= Forum für Fachsprachen-Forschung, Bd. 99), S. 1301–1329, Frank & Timme, Berlin, 2011
- Kulturspezifik, Inter- und Transkulturalität von Textsorten. In: Stephan Habscheid (Hrsg.): Textsorten, Handlungsmuster, Oberflächen. Linguistische Typologien der Kommunikation S. 123–143, de Gruyter, Berlin, New York,  2011
- Wandel der Textsorte, Wandel der Kultur. Kontrastive Analyse und diachronischer Vergleich deutscher und chinesischer wissenschaftliche Rezensionen. In: LiLi Zeitschrift für Literaturwissenschaft und Linguistik, Heft 169, S. 144–164, 2013
- Germanistik zwischen Tradition und Innovation. In: LiLi Zeitschrift für Literaturwissenschaft und Linguistik, Heft 172, 2013, S. 145–150
- Die Wechselwirkung des Selbstbildes und des Fremdbildes. Analyse von Medienberichten zu Sino-Afrika-Beziehungen. In: Friedemann Vogel, Jia Wenjian (Hrsg.) 2017: Chinesisch-Deutscher Imagereport: das Bild Chinas im deutschsprachigen Raum aus kultur-, medien- und sprachwissenschaftlicher Perspektive (2000–2013), S. 139–153, De Gruyter, Berlin, 2017
- Wilhelm von Humboldt in China: Rezeptionen, Forschungen und Probleme. In: LiLi Zeitschrift für Literaturwissenschaft und Linguistik, 4/2018, S. 759–774, 2018